# Lubuk Ubar
Lubuk Ubar is een bestuurslaag in het regentschap Rejang Lebong van de provincie Bengkulu, Indonesië. Lubuk Ubar telt 840 inwoners (volkstelling 2010).